# 田翼
田翼（?—?），隋朝人物，籍贯不详。
田翼性情至孝，奉养母亲以孝顺闻名。后来他的母亲因病卧床一年多，田翼亲自负责母亲的日常起居，母亲吃饭他就吃饭，母不吃饭他也不吃。母亲患急性痢疾，田翼认为是中毒，于是亲尝母亲的粪便。母亲去世后，田翼悲痛而死，其妻也不胜哀痛而死，乡里人一起把他们厚葬了。